# Urtica laetevirens
Urtica laetevirens là loài thực vật có hoa trong họ Tầm ma. Loài này được Maxim. miêu tả khoa học đầu tiên năm 1877.